# Fernando Gomes
Fernando Mendes Soares Gomes (født 22. november 1956 i Porto, Portugal, død 26. november 2022) var en portugisisk fodboldspiller, der spillede som angriber. Han var på klubplan tilknyttet FC Porto og Sporting Lissabon i hjemlandet, samt spanske Sporting Gijón. Med Porto var han blandt andet med til at vinde fem portugisiske mesterskaber, samt Mesterholdenes Europa Cup i 1987. For Portugals landshold spillede han 48 kampe, hvori han scorede 13 mål. Han deltog ved EM i 1984 og VM i 1986.
To gange, i 1983 og 1985 vandt Gomes Den Europæiske Gyldne Støvle, som den bedste målscorer i europæisk fodbold.